# Haag, Oberfranken
Haag är en kommun och ort i Landkreis Bayreuth i Regierungsbezirk Oberfranken i förbundslandet Bayern i Tyskland.
Kommunen ingår i kommunalförbundet Creußen tillsammans med staden Creußen, köpingen Schnabelwaid och kommunen Prebitz.